# Graham Gipson
Graham Chater Gipson (Guildford, 21 maggio 1932 – 17 maggio 2023) è stato un velocista australiano.

## Palmarès
| Anno | Manifestazione  | Sede      | Evento  | Risultato | Prestazione | Note |
| ---- | --------------- | --------- | ------- | --------- | ----------- | ---- |
| 1956 | Giochi olimpici | Melbourne | 4×400 m | Argento   | 3'06"2      |      |